# Дежевці
45°22′ пн. ш. 17°31′ сх. д. / 45.37° пн. ш. 17.51° сх. д.
Дежевці (хорв. Deževci) — населений пункт у Хорватії, у Пожезько-Славонській жупанії у складі громади Брестоваць.

## Населення
Населення за даними перепису 2011 року становило 157 осіб.
Динаміка чисельності населення поселення:

## Клімат
Середня річна температура становить 10,72 °C, середня максимальна – 25,03 °C, а середня мінімальна – -6,22 °C. Середня річна кількість опадів – 878 мм.
| Клімат поселення                              | Клімат поселення | Клімат поселення | Клімат поселення | Клімат поселення | Клімат поселення | Клімат поселення | Клімат поселення | Клімат поселення | Клімат поселення | Клімат поселення | Клімат поселення | Клімат поселення | Клімат поселення |
| Показник                                      | Січ.             | Лют.             | Бер.             | Квіт.            | Трав.            | Черв.            | Лип.             | Серп.            | Вер.             | Жовт.            | Лист.            | Груд.            |                  |
| Середній максимум, °C                         | 6,74             | 8,67             | 13,09            | 17,04            | 21,93            | 25,03            | 24,35            | 23,82            | 20,01            | 15,14            | 9,54             | 5,46             |                  |
| Середня температура, °C                       | 0,26             | 2,19             | 6,60             | 10,58            | 15,46            | 18,55            | 20,48            | 19,93            | 16,12            | 11,26            | 5,68             | 1,60             |                  |
| Середній мінімум, °C                          | −6,22            | −4,29            | 0,12             | 4,09             | 8,96             | 12,06            | 16,61            | 16,07            | 12,26            | 7,38             | 1,80             | −2,29            |                  |
| Норма опадів, мм                              | 55               | 51               | 58               | 71               | 82               | 101              | 81               | 83               | 69               | 76               | 83               | 68               |                  |
| Середньомісячна швидкість вітру, м/с          | 1.90             | 2.16             | 2.46             | 2.38             | 2.16             | 2.00             | 1.90             | 1.80             | 1.80             | 1.85             | 1.92             | 1.97             |                  |
| Середньомісячна сонячна радіація, кДж/м²·день | 4343             | 7087             | 10913            | 15273            | 19281            | 21544            | 22273            | 19847            | 14811            | 9252             | 4960             | 3665             |                  |
| --------------------------------------------- | ---------------- | ---------------- | ---------------- | ---------------- | ---------------- | ---------------- | ---------------- | ---------------- | ---------------- | ---------------- | ---------------- | ---------------- | ---------------- |
| Джерело:                                      |                  |                  |                  |                  |                  |                  |                  |                  |                  |                  |                  |                  |                  |